# Scott Barley
Pour les articles homonymes, voir Barley.
 (juillet 2023).
La mise en forme du texte ne suit pas les recommandations de Wikipédia : il faut le « wikifier ».
Les points d'amélioration suivants sont les cas les plus fréquents. Le détail des points à revoir est peut-être précisé sur la page de discussion.
- Les titres sont pré-formatés par le logiciel. Ils ne sont ni en capitales, ni en gras.
- Le texte ne doit pas être écrit en capitales (les noms de famille non plus), ni en gras, ni en italique, ni en « petit »…
- Le gras n'est utilisé que pour surligner le titre de l'article dans l'introduction, une seule fois.
- L'italique est rarement utilisé : mots en langue étrangère, titres d'œuvres, noms de bateaux, etc.
- Les citations ne sont pas en italique mais en corps de texte normal. Elles sont entourées par des guillemets français : « et ».
- Les listes à puces sont à éviter, des paragraphes rédigés étant largement préférés. Les tableaux sont à réserver à la présentation de données structurées (résultats, etc.).
- Les appels de note de bas de page (petits chiffres en exposant, introduits par l'outil «  Source ») sont à placer entre la fin de phrase et le point final[comme ça].
- Les liens internes (vers d'autres articles de Wikipédia) sont à choisir avec parcimonie. Créez des liens vers des articles approfondissant le sujet. Les termes génériques sans rapport avec le sujet sont à éviter, ainsi que les répétitions de liens vers un même terme.
- Les liens externes sont à placer uniquement dans une section « Liens externes », à la fin de l'article. Ces liens sont à choisir avec parcimonie suivant les règles définies. Si un lien sert de source à l'article, son insertion dans le texte est à faire par les notes de bas de page.
- La présentation des références doit suivre les conventions bibliographiques. Il est recommandé d'utiliser les modèles {{Ouvrage}}, {{Chapitre}}, {{Article}}, {{Lien web}} et/ou {{Bibliographie}}. Le mode d'édition visuel peut mettre en forme automatiquement les références.
- Insérer une infobox (cadre d'informations à droite) n'est pas obligatoire pour parachever la mise en page.

Pour une aide détaillée, merci de consulter Aide:Wikification.
Si vous pensez que ces points ont été résolus, vous pouvez retirer ce bandeau et améliorer la mise en forme d'un autre article.
Scott Barley, né le 11 novembre 1992 à Cardiff, est un réalisateur, artiste, musicien et auteur gallois,.

## Carrière
Les thèmes majeurs de son travail sont la nature, l' ombre de l’anthropocène, évoqué à travers son absence visible, les ténèbres, la cosmologie, la phénoménologie, la méréologie et le mysticisme,,.
Ses méthodes de réalisation ont été comparées à celles de David Lynch, Stan Brakhage, Philippe Grandrieux, Béla Tarr, Alexandre Sokourov, Maya Deren et Jean Epstein,,.
Depuis début 2015, Barley tourne presque exclusivement ses films sur iPhone. Il est surtout connu pour le film expérimental de 2017, Sleep Has Her House. Critique de cinéma danois et ancien directeur du European Documentary Network, Tue Steen Müller l'a décrit comme "l'Anselm Kiefer du cinéma",,.

## Filmographie
| Title                                                | Durée       | Année       |
| ---------------------------------------------------- | ----------- | ----------- |
| The Sea Behind Her Head (en production)              | À confirmer | À confirmer |
| Within Without Horizon (en production)               | À confirmer | À confirmer |
| Eviscerations                                        | 12 minutes  | 2017        |
| Womb                                                 | 17 minutes  | 2017        |
| Passing                                              | 2 minutes   | 2017        |
| Fugue                                                | -           | inédit      |
| The Green Ray                                        | 12 minutes  | 2017        |
| Sleep Has Her House                                  | 90 minutes  | 2017        |
| Painting (I)                                         | 360 minutes | inédit      |
| Hinterlands                                          | 7 minutes   | 2016        |
| Closer                                               | 7 minutes   | 2016        |
| Blue Permanence / Swan Blood                         | 6 minutes   | 2015        |
| Hunter                                               | 14 minutes  | 2015        |
| The Sadness of the Trees                             | 12 minutes  | 2015        |
| Shadows                                              | 20 min      | 2015        |
| Evenfall                                             | 6 minutes   | 2015        |
| Death Is a Photograph                                | -           | inédit      |
| Hours                                                | 3 minutes   | 2015        |
| Ille Lacrimas                                        | 20 min      | 2014        |
| Polytechnique                                        | 12 minutes  | 2014        |
| Nightwalk                                            | 6 minutes   | 2013        |
| Irresolute                                           | 2 minutes   | 2013        |
| Retirement                                           | 3 minutes   | 2013        |
| VERRE / VÉRITÉ                                       | 4 minutes   | 2013        |
| The Ethereal Melancholy of Seeing Horses in the Cold | 4 minutes   | 2012        |
| Sans titre (installation avec vidéo)                 | 3 minutes   | 2012        |

## Musique
| Titre                                         | Format       | Année      |
| --------------------------------------------- | ------------ | ---------- |
| Awaiting Body                                 | Album        | 2021       |
| To the Lighthouse                             | Seul         | 2017       |
| Sleep Has Her House (Bande originale du film) | Bande sonore | 2017, 2021 |